# Episodi di Scuola di magia
La prima e unica stagione della serie televisiva Scuola di magia è andata in onda negli Stati Uniti d'America dal 5 ottobre al 30 ottobre 2015 su Nickelodeon.
In Italia è stata trasmessa su TeenNick dal 6 marzo 2017 al 31 marzo 2017.
| nº | Titolo originale          | Titolo italiano            | Prima TV USA    | Prima TV Italia |
| -- | ------------------------- | -------------------------- | --------------- | --------------- |
| 1  | The New Guard             | La nuova guardiana         | 5 ottobre 2015  | 6 marzo 2017    |
| 2  | The Jinx                  | Circostanze avverse        | 6 ottobre 2015  | 7 marzo 2017    |
| 3  | The Root of All Evil      | La radice di ogni male     | 7 ottobre 2015  | 8 marzo 2017    |
| 4  | Hide and Go Hex           | Dov'è Hex?                 | 8 ottobre 2015  | 9 marzo 2017    |
| 5  | Switcherooed              | Scambio di corpi           | 9 ottobre 2015  | 10 marzo 2017   |
| 6  | Power Trip                | L'incubo di Jessie         | 13 ottobre 2015 | 13 marzo 2017   |
| 7  | Sparring Partners         | Compagni di allenamento    | 14 ottobre 2015 | 14 marzo 2017   |
| 8  | No Pain, No Gain          | Chi non risica, non rosica | 15 ottobre 2015 | 15 marzo 2017   |
| 9  | Finish Line               | Una vittoria ad ostacoli   | 16 ottobre 2015 | 16 marzo 2017   |
| 10 | Who's My WIT              | Le squadre cambiano        | 19 ottobre 2015 | 17 marzo 2017   |
| 11 | Witch Hunt                | Caccia alla strega         | 20 ottobre 2015 | 20 marzo 2017   |
| 12 | Bizarro Ruby              | La dolce Ruby              | 21 ottobre 2015 | 21 marzo 2017   |
| 13 | Her Darkest Secret        | L'oscuro segreto           | 22 ottobre 2015 | 22 marzo 2017   |
| 14 | My Buddy from Orlando     | L'amica da Orlando         | 23 gennaio 2015 | 23 marzo 2017   |
| 15 | Wonky Andi                | Il clone di Andi           | 26 ottobre 2015 | 24 marzo 2017   |
| 16 | The Witch's Bottle        | L'espulsione               | 27 ottobre 2015 | 27 marzo 2017   |
| 17 | On Trial                  | Sotto processo             | 28 ottobre 2015 | 28 marzo 2017   |
| 18 | Cameron Rules             | Comanda Cameron            | 29 ottobre 2015 | 29 marzo 2017   |
| 19 | It Must Be Magic (part 1) | Sfida all'ultimo studente  | 30 ottobre 2015 | 30 marzo 2017   |
| 20 | It Must Be Magic (part 2) | L'albero della Diade       | 30 ottobre 2015 | 31 marzo 2017   |